# Bataillon Donbas
Das Bataillon Donbas (ukrainisch Батальйон Донбас); Bataillon der territorialen Verteidigung; in Medienberichten zum Teil auch als „Bataillon Donezk“ bezeichnet, ist ein im April 2014 gegründeter freiwilliger ukrainischer Kampfverband.

## Geschichte

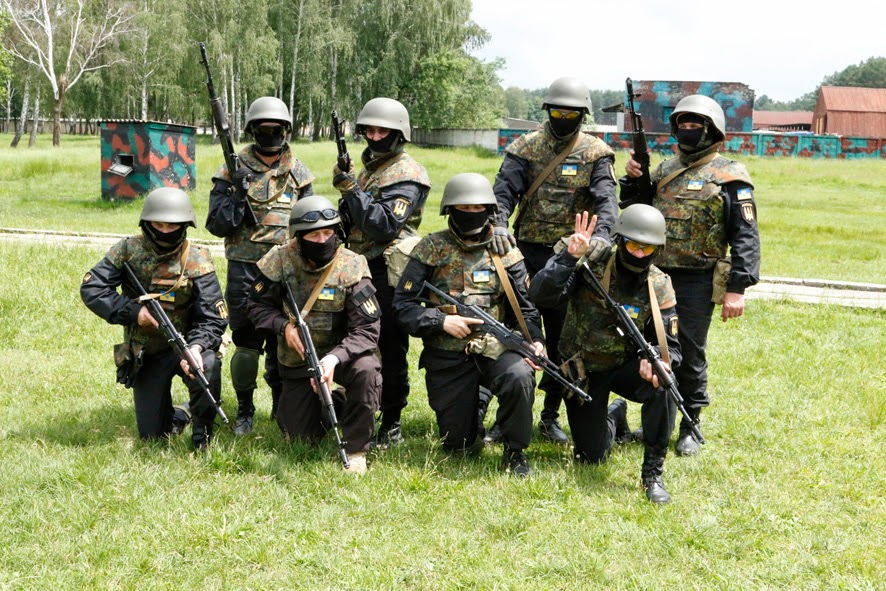
Angehörige des Bataillon Donbas während eines Trainings in der Nähe von Kiew (2014)

Der Verband wurde im Rahmen des Krieges in der Ukraine seit 2014 auf Initiative des Geschäftsmanns und früheren ukrainischen Offiziers Semen Sementschenko aufgestellt, um die prorussischen Separatisten in der Ostukraine militärisch zu bekämpfen. Sementschenko, der sich als Kommandeur der Einheit bezeichnet, rechtfertigte diesen Schritt unter anderem mit der Schwäche der ukrainische Armee während der russischen Annexion der Krim 2014 und zu Beginn des Krieges in der Ostukraine. Das Bataillon finanziere sich nur aus privaten Spenden, seine Angehörigen seien ausschließlich Freiwillige, die in speziellen Camps eine kurze militärische Ausbildung erhalten. Der Kampfverband ist nicht in die ukrainische Armee eingegliedert, sondern formell dem Innenministerium der Ukraine beziehungsweise der Nationalgarde unterstellt.
Ab Mai 2014 wurde das Bataillon bei Kampfhandlungen in der Ostukraine eingesetzt. Am 23. Mai wurden mindestens sieben Angehörige der Einheit bei einem Gefecht in der Nähe von Karliwka in der Oblast Donezk getötet.
Nach eigenen Angaben hatte die Einheit im Juni 2014 etwa 800 Angehörige. Etwa 75 % davon stammten aus der Region Donbas. Dem Verband gehören auch ausländische Freiwillige an, die unter anderem aus Belarus, Georgien, Russland und Spanien stammen. Ausländer, die dem Bataillon angehören, müssen ihren Wohnsitz in der Ukraine haben.
Am 29. Juni 2014 demonstrierten Angehörige des Bataillons Donbas, wie auch anderer Kampfverbände, in Kiew gegen eine Verlängerung des einseitigen Waffenstillstandes vom 21. Juni 2014. Sie forderten den ukrainischen Präsidenten Poroschenko auf, die Feuerpause zu beenden und das Kriegsrecht zu verhängen. Sie verlangten eine bessere Ausstattung mit Waffen, um die zuletzt gestoppte „Anti-Terror-Operation“ gegen prorussische Separatisten wieder aufzunehmen.